# Juan Carlos Soto Marín (lutier)
Juan Carlos Soto Marín (1965) es un músico, constructor y restaurador de instrumentos musicales de cuerda (lutier) nacido en Costa Rica. Inició sus estudios de música a temprana edad, desde la cual su innato talento le brindó oportunidades de estudio en Costa Rica e Italia
Artistas de otras ramas también se han interesado en su obra, la cual ha sido objeto de instalaciones artísticas-fotográficas, así como también de un cortometraje sobre su quehacer, el cual ganó el primer premio de cine de la Universidad Estatal a Distancia.

## Biografía
- De niño inicia el estudio del violín en la Orquesta Sinfónica Juvenil de Costa Rica.
- En 1981 ingresa a la Escuela de Artes Musicales de la Universidad de Costa Rica para realizar estudios de guitarra clásica.
- En 1984 se traslada a la ciudad de Cremona, Italia, para estudiar "liuteria Classica cremonese" (construcción y restauración de violín, viola y violonchelo) en el "Istituto Professionale Internazionale per l’Artigianato Liutario e del Legno Antonio Stradivari (IPIALL)", en donde obtiene, en 1988, el título de “Liutaio”.
- En 1986 obtiene el título de “Constructor de Guitarras” y en 1994 el de “Arquetero” (constructor de arcos) al terminar dichas especializaciones en el ente “Regione Lombardia”(Cremona, Italia).

## Enfoque artístico
"Los instrumentos de música antigua son los preferidos de Soto, los construye respetando los parámetros históricos para una reproducción fiel del sonido, inspirado en los modelos originales que se encuentran en museos europeos."
"El trabajo del luthier en el que Soto se ha destacado, es un arte complejo, que mezcla lo físico y lo acústico (proporciones y medidas para la resistencia y duración del instrumento musical), junto con lo químico (elaboración de barnices realizados a partir del uso de resinas y aceites naturales)."

## Instrumentos

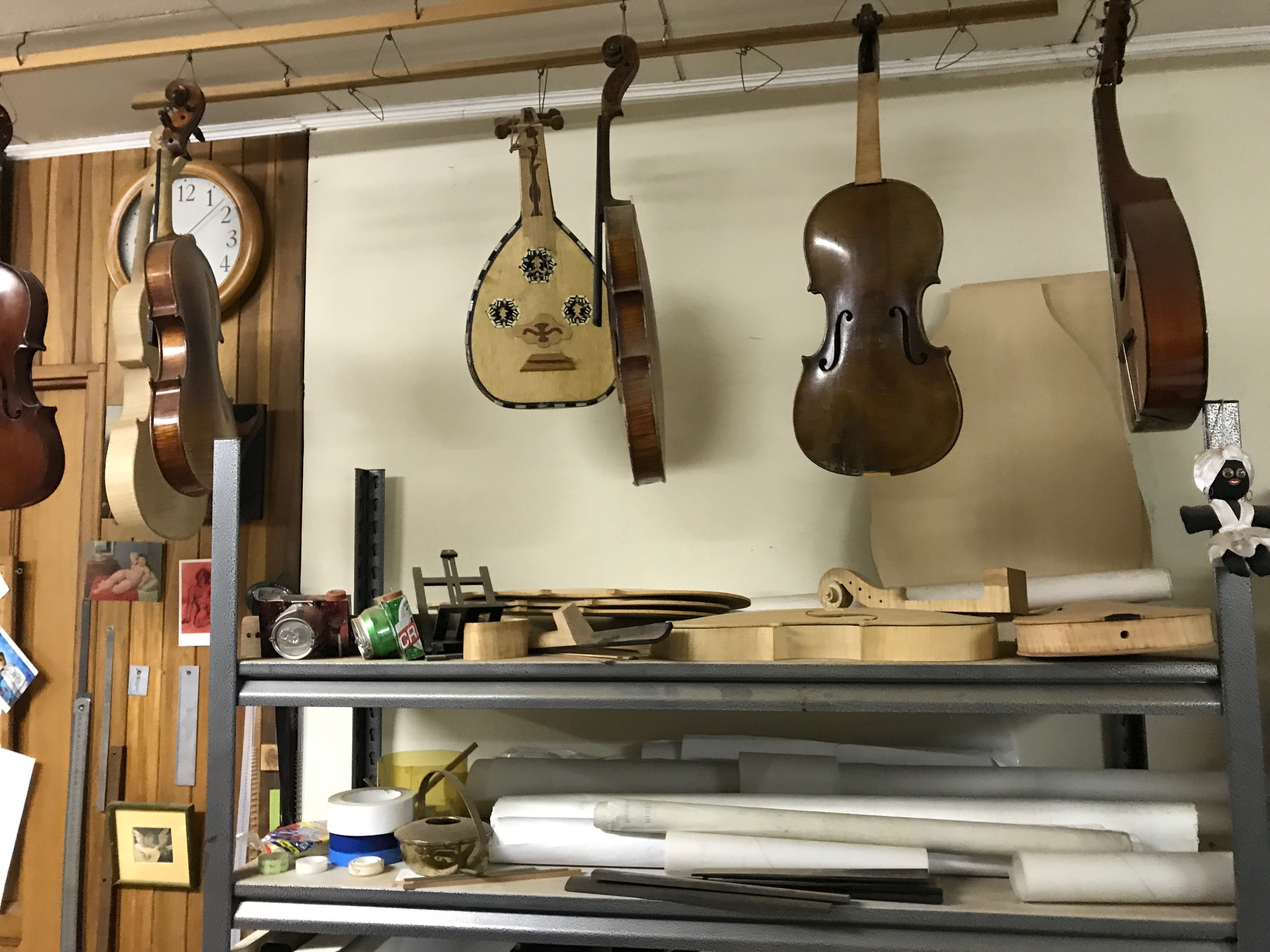
Taller de Juan Carlos Soto Marin (Lutier) en Costa Rica

### Construidos
- Instrumentos para la música clásica (guitarra, violín, viola y violonchelo)
- Instrumentos para la música antigua (Laúd renacentista y Laúd barroco, guitarra barroca, tiorba, archilaúde, arpa gótica, clavicémbalo, viola da gamba, violín barroco, vihuela de mano.

### Restaurados
- Clavecín del Teatro Nacional de Costa Rica[7]

## Proyectos y Afiliaciones

### Grupo de Música antigua Ganassi (2004-2015)
"Ganassi es una agrupación dedicada a la divulgación de la música renacentista y barroca. Su nombre se debe a Silvestro Ganassi, uno de los más importantes teóricos del Renacimiento, quien además tiene el mérito de haber sido el primero en escribir un tratado dedicado exclusivamente a la flauta dulce: La Fontegara, impreso en Venecia en 1535.
Desde su fundación en el año 2004, Ganassi se ha distinguido por revivir la sonoridad de la música renacentista y barroca por medio de
la utilización de reproducciones de instrumentos originales de las diferentes épocas, así como por el respeto a tos cánones de interpretación
de las mismas. Se ha destacado por una amplia actividad musical durante estos años."

#### Integrantes
- Kattia Calderón, flauta dulce
- Samarla Montenegro, flauta dulce
- Eduardo Madrigal, viola da gamba
- María Clara Vargas, clavecín
- Tania Vicente, vihuela y laúd
- Andrés Chaves, percusión
- Juan Carlos Soto, percusión

#### Premios
Ganassi obtuvo el Premio Nacional de Música 2009, otorgado por el Ministerio de Cultura y Juventud del gobierno de Costa Rica.

### Glosas ensamble (2014-presente)
"Glosas ensamble se inició con la intención de recrear el vasto repertorio vocal e instrumental según la práctica de la música antigua. En la música española y portuguesa del siglo XVI, las glosas eran formas de ornamentar o extender la melodía - casi a manera de comentario en el mismo lenguaje musical.La belleza del ornamento y la sonoridad antigua recreada con réplicas de instrumentos históricos son el espíritu que amalgama esta agrupación, dedicada al repertorio renacentista, barroco y colonial latinoamericano." (Tania Vicente)

#### Integrantes
- Isabel Guzmán, mezzo soprano
- Luis Daniel Rojas, viola da gamba
- Tania Vicente, laúd y directora

#### Eventos
- VII Festival de música antigua (Costa Rica)[10]

### Grupo Zéfiro (2016-presente)
El grupo Zéfiro ejecuta su repertorio con reproducciones de instrumentos históricos como el violín, la viola de gamba y el laúd, entre otros, que con sus sonidos nos transportan a épocas remotas.
En la mitología griega, Zéfiro era el dios del viento del oeste."Un viento suave y tranquilo, que acariciaba a los amantes y mecía las flores en los prados".
Artistas del renacimiento y del barroco adoptaron su personaje y lo incorporaron en sus obras: tal es el caso Sandro Botticelli en “El nacimiento de Venus” y el gran músico italiano Claudio Monteverdi, quien incluyó en su sexto libro de madrigales, uno titulado “Zefiro torna” (Céfiro vuelve) en el que ilustra "todo el bienestar que el viento del oeste nos trae, y la tristeza cuando deja de soplar… "
El nombre de la agrupación -escrito en italiano- Zéfiro, hace homenaje tanto a ese dios mitológico, como a Monteverdi; al ser el dios del viento del oeste, y al ser un grupo costarricense -al oeste del Viejo Mundo - aporta desde dicha perspectiva, abarcando la música del Viejo Mundo así como el repertorio de música colonial americana, dando validez tanto a la herencia cultural europea como a nuestra herencia virreinal y colonial. (Tania Vicente)

#### Integrantes
- Tania Vicente, laúd y directora
- Andrés Rodríguez, tenor
- Elena Zelaya, soprano
- Luis Daniel Rojas, viola da gamba
- Roger León, violín Barroco
- Mariana Salas, violín Barroco
- Juan Carlos Soto, percusión

## Artículos
- RENOVANDO LA FIGURA DEL LUTHIER